# 875 км
875 км — опустевший населённый пункт (тип: железнодорожная казарма) в Ульяновском районе Ульяновской области. Входит в состав Зеленорощинского сельского поселения.

## География
Находится на расстоянии примерно 19 километров по прямой на юго-запад от центра города Ульяновск.

## История
В 1898 году была проложена железная дорога — ветка Симбирской железной дороги Инза — Симбирск. Был открыт остановочный пункт «875 км», в 2021 году переименован «Имени Г. Д. Гая».

## Население
Население не было учтено как в 2002 году, так и по переписи 2010 года.

## Инфраструктура
Садовые участки. Действует железнодорожная платформа Имени Г. Д. Гая (875 км).

## Транспорт
Автомобильный (просёлочные дороги) и железнодорожный транспорт.